# 王澄慧
王澄慧（？—？），河南归德府睢州人。清朝官员。
康熙四十一年（1702年）举人，四十二年（1703年）联捷进士。康熙四十六年（1707年），授户部广西司主事。次年升广东司员外郎，次年升刑部浙江司郎中。康熙四十九年（1710年），告病回籍。康熙六十一年（1722年），病愈准备补官。雍正元年（1723年），补授刑部广西司郎中。次年，引见，钦点兴平仓监督。雍正五年（1727年），引见，补授广东肇庆府知府。雍正九年（1731年）升江苏苏松太道。